# 创新2050：科学技术与中国的未来
《创新2050：科学技术与中国的未来》是中国面向2050年的科技发展路线图。2009年6月10日，中国科学院在“《创新2050：科学技术与中国的未来》中国科学院战略研究系列报告新闻发布会”上发表了该路线图。
2007年夏，中国科学院组织了300多名高级别的专家，设计了多个科技领域的发展路线图，并形成了相应的系列战略研究报告。这些研究报告后来被集结到了《创新2050：科学技术与中国的未来》中，以中国科学院战略研究系列报告的形式相继发表。在《创新2050》，共提出了8大体系的22个战略性问题，涉及到空间科学、能源科学、农业科学、环境保护、人口学、信息科学等多门领域。此外，《创新2050》中还预测说，2050年，中国的经济总量将达到世界首位，中国的政治、物质、社会、精神、生态五大文明均将高度发达，中国亦将高度开放。

## 内容

### 空间科学
根据2050年空间科技发展路线图，在2030年前后，中国的深空探测器将能高效、自主地探测火星外侧的行星，其载人航天科技将能支持载人登月乃至建立月球基地。到2050年前后，中国的深空探测器将飞出太阳系，其载人航天科技将能把人类送往火星等更远的行星。